# ژردن فری
ژردن فری (فرانسوی: Jordan Ferri‎؛ زادهٔ ۱۲ مارس ۱۹۹۲) بازیکن فوتبال اهل فرانسه است.
از باشگاه‌هایی که در آن بازی کرده‌است می‌توان به لیون، نیم و مون‌پلیه اشاره کرد.
وی همچنین در تیم ملی فوتبال زیر ۲۱ سال فرانسه بازی کرده‌است.